# Сегал, Александру
Александру Сегал (порт. Alexandru Segal; 4 октября 1947, Бухарест — 6 января 2015) — бразильский экономист и шахматист, международный мастер (1977).
Двукратный чемпион Бразилии — 1974 (совместно с М. Мирандой) и 1978 (после тай-брейка с Г. ван Римсдейком, Ф. Тройсом и С. Брагой).
В составе сборной Румынии участник 4-й командных чемпионатов мира среди студентов (1966—1969), сборной Бразилии участник 5-и Олимпиад (1974, 1978, 1982—1986).

## Изменения рейтинга
| Графики недоступны из-за технических проблем. См. информацию на Фабрикаторе и на mediawiki.org. |

## Книги
- Fundamentos de tática (1982)